# ABCs of Superheroes
ABCs of Superheroes ist ein deutscher Fantasyfilm von Jens Holzheuer und Oliver Tietgen. Premiere hatte er am 13. August 2015 auf dem Fantasy Filmfest in Nürnberg. In den USA wurde der Film unter dem Titel „League of Superheroes“ veröffentlicht.

## Handlung
Ein junges Mädchen kauft im Supermarkt den titelgebenden Comic und bekommt bei der Lektüre auf der Rückfahrt in 20 Episoden die unwahrscheinlichsten Superhelden aller Zeiten vorgestellt. „ABCs of Superheroes nimmt sich die 26 Buchstaben des Alphabets vor, um in einer Chronik Superhelden der etwas anderen Art zu katalogisieren. Dazu gehören auch Schurken auf Abwegen, die Verwendung von besonderen Superkräften, gefährliche blaue Monster und jede Menge Blut.“ (Moviepilot)

## Rezension
„Indie-Trash-Granate.“

„Back before CGI (Computer Generated Imagery) and laser scanner, superhero movies were generally of poor quality. They had ill-fitting costumes, cheesy plots, and bad acting where the director’s girlfriend was shoved into a scene as a “reporter.” But those days are well behind us… or so we thought, anyway. Yep, The ABCs of Superheroes has all that.“

„Eine neue Generation deutschsprachiger Filmemacher macht Hoffnung. Erfreulich: Noch nie wurden auf dem Fantasy-Filmfest so viele deutsche oder deutschsprachige Produktionen gezeigt wie in diesem Jahr: ‚Der Bunker‘, ‚ABCs Of Superheroes‘, ‚Stung‘, ‚Therapie für einen Vampir‘ oder der Kurzfilm ‚Hermann The German‘ machen deutlich, dass es mit dem Genrefilm aus heimischer Produktion bergauf geht. Hier etabliert sich eine neue Generation von Filmemachern, die vollkommen unverkrampft mit Horror- und Fantasy-Filmen aufgewachsen sind und jetzt auf überzeugende Weise ihren Vorbildern huldigen. Das macht Hoffnung!“

„A definite party movie that ought to be enjoyed with lots of beer, plenty of mates“

„There’s a fine line between a bad movie, and a so-bad-its-good movie, and boy oh boy, does this one straddle that line. Hard.“

„This is the future of low budget indie filmmaking. This gives the viewer something that you will not get from Hollywood, and at times something you would not even get from other indie films. This is the only Superhero film you need to see in 2016.“

## Festivals
- Fantasy Filmfest (FFF) Nürnberg 2015
- Cinestrange Festival Braunschweig 2015
- INDIGO filmfest XI Bardenbach 2015
- Weekend of Horrors (WOH) Bottrop 2015
- Brussels International Fantastic Film Festival (BIFFF) Brüssel 2016[10]

## Awards
- Best Fun Feature / Weekend Of Horrors Bottrop 2015
- Best Feature / Fetish Festival Tokyo 2015